# 芦淞区
芦淞区是湖南省株洲市下辖的市辖区，地处湘江东岸，北与荷塘区接壤，南部、东南部与株洲县交接，西隔湘江与天元区相望。株洲市人大常委会位于此区。芦淞区为传统商贸集中区，主要依靠第三产业，以服饰批发为主，国内主要服饰批发市场之一的芦淞大市场位于该区境内。區人民政府駐楓溪街道。

## 历史沿革
芦淞区成立于1997年5月31日，辖原南区的建设、建宁、董家塅和原北区的贺家土4个街道，原郊区的曲尺、建宁、五里墩3个乡。其名称源于境内的、始建于1937年建设的芦淞路，而芦淞路取自卢沟桥事变中的和第二次淞沪战争。区人民政府驻芦凇路。同年7月，株洲城区区划调整，芦淞区东南以原郊区与株洲县界线为界，西以湘江河为界，北以白石港为河（老河），京广铁路（西边线）及建宁乡与明照线界线为界。
2004年，芦淞区辖4个街道、3个乡。分别为：贺家土街道、建设街道、建宁街道、董家段街道、建宁乡、五里墩乡、曲尺乡。
2005年1月24日，撤销建宁乡和曲尺乡，将2个乡（不含原建宁乡朱田铺村）的行政区域并入建宁街道办事处；原建宁乡朱田铺村划入五里墩乡。
2010年，株洲县白关镇、姚家坝乡划归株洲市芦淞区管辖。

## 行政区划
芦淞区下辖7个街道办事处、1个镇：
贺家土街道、建设街道、建宁街道、董家塅街道、庆云街道、枫溪街道、龙泉街道和白关镇。

## 人口
根据(湖南省)株洲市第七次全国人口普查公报显示：芦淞区常住人口为307012人，男性人口占比49.64%，女性人口占比50.36%，年龄结构中0-14岁占比16.15%，15-59岁占比66.08%，60岁以上占比17.78%，65岁以上占比13.06%。

## 經濟
2005年，国内生产总值60.4亿元，其中第一产业增加值0.87亿元，第一产业26.87亿元，第三产业32.66亿元。